# 小川こうじ
小川 こうじ（おがわ こうじ、1966年4月21日-）は、日本の漫画家。
別名・小川 浩司（読み同じ）。
東京都出身。1988年、小学館「週刊少年サンデー」漫画賞入選、同誌にてデビュー。 
数本の作品を同誌増刊号に掲載後、集英社「月刊少年ジャンプ」誌にて 
1997年、『明智将之介探偵社』を連載。 
日本文芸社「ヤングゴラク」や学研「ムーコミックス」等数誌に作品を掲載。
フレックスコミックス社（Webサイトにて漫画を展開している出版社）や 
2008年、三栄書房「モトチャンプ」誌上でバイクレース漫画『Moto!』を連載。

## 作品リスト
小川 浩司名義
- PUPPET MASTER（週刊少年サンデー読切、小学館）
- RUN（月刊少年ジャンプ読切、小川浩司短編集、ジャンプ・コミックス、集英社）
- 壁をすりぬけた弾丸（月刊少年ジャンプ読切、小川浩司短編集、ジャンプ・コミックス、集英社）
- 刀拳伝（原作：市原剛、月刊少年ジャンプ読切、集英社）
- 㟴門将之介探偵社（月刊少年ジャンプ読切、小川浩司短編集、ジャンプ・コミックス、集英社）
- 明智将之介探偵社（月刊少年ジャンプ連載、ジャンプ・コミックス全2巻、集英社）
- 虹色探偵奇譚（月刊少年ジャンプ連載、ジャンプ・コミックス全1巻、集英社）
- BURNED OUT（原作：市原剛、ヤングゴラク連載、日本文芸社）
- 竹書房のコンビニコミックの作画（バンブーコミック、マンガでわかる！江戸前鮨の全て、他に長岡ひろしとの共同、竹書房）

小川 こうじ名義
- MOTO! （監修：モトチャンプ、「モトチャンプ」連載、フレックスコミックス全1巻、三栄書房）